# Iglesia de San Fernando (Zaragoza)
La iglesia de San Fernando es una iglesia neoclásica de finales del siglo XVIII ubicada en la ciudad de Zaragoza (España), está adscrita al Arzobispado Castrense de España y situada en la Vía de San Fernando 2 de la ciudad.

## Descripción
Edificada en 1799 bajo la dirección del arquitecto Tiburcio del Caso, La Iglesia de San Fernando de Torrero de Zaragoza es el mejor ejemplo de arquitectura neoclásica religiosa de la ciudad. Está situada en la zona del Canal Imperial de Aragón y su construcción estuvo relacionada con este magno proyecto hidrográfico.
Es un espacio de formas muy geométricas, su planta cuadrada está cubierta por una gran cúpula central y en el frontal existen dos torres cuadrangulares (no muy altas) a ambos lados de una fachada con pórtico helénico de orden jónico tetrástilo y frontón triangular. El interior tiene planta de cruz griega y en el retablo principal hay una excelente pintura de San Fernando.
En su día hubo pinturas de Francisco de Goya que fueron destruidas durante los sitios de Zaragoza y la posterior invasión napoleónica.
El interior resulta claro y diáfano y está magnificado por la altura de la cúpula. En 1978 es declarada Monumento Nacional y en la actualidad funciona como capilla castrense situada en el interior del Acuartelamiento de San Fernando del Ejército de Tierra, siendo su cura de almas titular el Ilmo. Rvdmo. Sr. D. Ángel Briz Fernández.
Desde el pasado 13 de enero de 2023, ostenta el título de "Real", concedido por S.M. el rey D Felipe VI.